# Radzyń Chełmiński
Radzyń Chełmiński là một thị trấn thuộc huyện Grudziądzki, tỉnh Kujawsko-Pomorskie ở trung-bắc Ba Lan. Thị trấn có diện tích 2 km². Đến ngày 1 tháng 1 năm 2011, dân số của thị trấn là 1891 người và mật độ 1062 người/km².